# 72K 다이야를 찾아라
"72K 다이야를 찾아라"는 한국에서 제작된 변장호 감독의 1971년 영화이다. 장동휘 등이 주연으로 출연하였고 한갑진 등이 제작에 참여하였다.

## 출연

### 주연
- 장동휘
- 박노식